# Hamburg Masters 1996
De Hamburg Masters is een internationaal hockeytoernooi voor mannen, dat onder auspiciën staat van de Duitse hockeybond. Aan de derde editie in de Noord-Duitse stad Hamburg deden vier landen mee: titelverdediger Australië, Duitsland, India en Spanje.

## Uitslagen

### Zaterdag 6 april 1996
- Duitsland-India 3-1
- Australië-Spanje 2-1

### Zondag 7 april 1996
- Duitsland-Spanje 2-2
- Australië-India 2-2

### Maandag 8 april 1996
- Spanje-India 3-2
- Duitsland-Australië 1-0

## Eindstand
| № | Land      | WG | W | G | V | DV | DT | +/– | Punten |
| - | --------- | -- | - | - | - | -- | -- | --- | ------ |
| 1 | Duitsland | 3  | 2 | 1 | 0 | 6  | 3  | +3  | 5      |
| 2 | Spanje    | 3  | 1 | 1 | 1 | 6  | 6  | 0   | 3      |
| 3 | Australië | 3  | 1 | 1 | 1 | 4  | 4  | 0   | 3      |
| 4 | India     | 3  | 0 | 1 | 2 | 5  | 8  | –3  | 1      |

1989 · 1993 · 1996 · 1997 · 1998 · 2000 · 2001 · 2002 · 2003 · 2004 · 2005 · 2006 · 2007 · 2008 · 2009 · 2010 · 2012 · 2013 · 2014 · 2015 · 2016 · 2017 · 2018 · 2019